# Parc archéologique de Saturo
Le parc archéologique de Saturo est situé à 12 km de Tarente, sur le littoral de la commune de Leporano, province de Tarente, dans les Pouilles,.

## Historique
La légende raconte que Taras, l'un des fils de Poséidon, serait venu à cet endroit environ 2000 ans av. J.-C. et y aurait fondé une colonie dédiée à sa mère Satyria ou à son épouse Satureia, fille du roi Minos.
Une autre légende complémentaire raconte que les colons grecs venus de Sparte et dirigés par Falanthos (Φάλανθος en grec) débarquèrent à cet endroit au VIIIe siècle av. J.-C. et, après avoir volé le territoire aux Iapyges, fondèrent la cité de Taras (Tarente) qui deviendra plus tard l'une des villes les plus importantes de la Grande Grèce.

### Antiquité
La zone située entre les baies de Saturo et Porto Perone, dans laquelle se trouve le parc archéologique, est l'un des endroits les plus significatifs de la Méditerranée, tant en termes de phases de préhistoire et de protohistoire, que pour les événements liés à la colonisation de la région de Tarente par les colons grecs venus de Laconie.
En effet, les deux baies adjacentes offraient un abri aux navires quelles que soient les conditions de vent et le promontoire offrait une position privilégiée pour contrôler l'horizon. De plus, la présence de riches sources, consacrées comme sanctuaires avant même la fondation de la colonie grecque de Tarente, signifiait que la région était habitée dès l'âge du bronze (à partir du XVIIIe siècle av. J.-C.) et fréquentée par les voyageurs et les marchands de Mycènes.
Durant l'Empire romain, la beauté des lieux et la salubrité de l'environnement ont conduit à la construction d'une importante villa romaine déjà connue des historiens locaux des siècles précédents. À la fin de l'Antiquité, après l'abandon de la villa au VIe siècle, la colonie s'est déplacée vers l'intérieur des terres pour des raisons de sécurité et peu de temps après, avec la consolidation des zones habitées auparavant organisées en noyaux dispersés et non fortifiés, le village de Leporano.

### De l'âge du bronze à la colonisation grecque

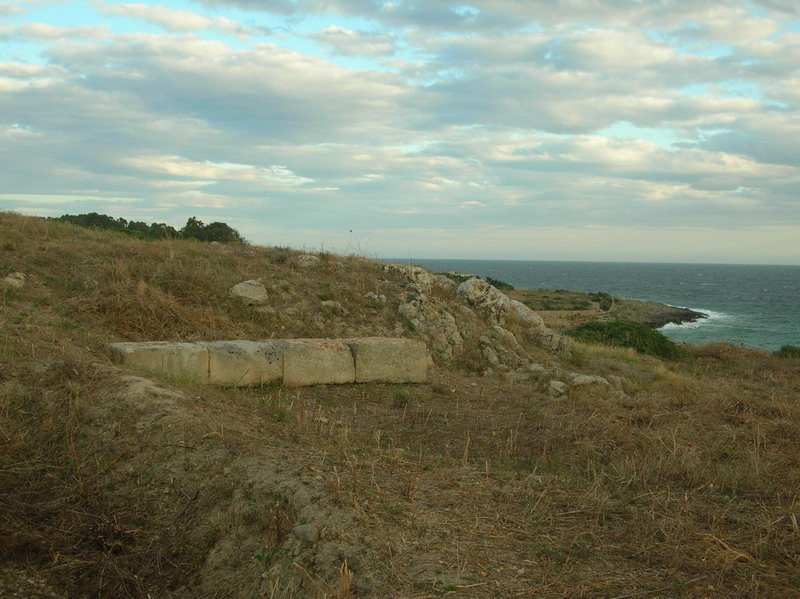
L'acropole

Durant le 1er âge du bronze (1800-1700 av. J.-C.) et jusqu'au XVIe siècle av. J.-C., sur la colline de l'Acropole et dans ses remparts s'établit une communauté qui entretenait des relations culturelles étroites avec le monde égéen, comme en témoignent les cabanes construites avec un mur d'enceinte en pierres irrégulières et sols constitués de couches de fragments de vases mélangés à de la céramique ; les fragments de vases montrent clairement comment les marchandises en provenance de Grèce et surtout du Péloponnèse arrivaient par la mer Ionienne. Entre les XVe et XIVe siècles av. J.-C., la zone n'était pas habitée, comme en témoigne la couche de sol stérile, probablement en raison de la nature mobile des communautés de bergers de l'époque. Au début de la phase de la culture apenninique (XIIIe siècle av. J.-C.), le village renaît avec des aspects proto-urbains : les cabanes sont de forme subcirculaire et peuvent être reconstruites grâce aux traces des poteaux en bois qui servaient de supports aux structures, tandis que les murs étaient en plâtre à base de roseau et d'argile. L'ensemble du village était entouré d'un grand mur de pierres sèches, aujourd'hui invisible, qui avait une hauteur de 3 m et une base de 5 m de large (mur qui constituait également un ouvrage de terrassement), et qui, à l'extérieur, était entouré d'un fossé (peut-être pour l'évacuation des eaux de pluie) et un autre mur plus petit. Ces travaux d'ingénierie révèlent le caractère organisé de la communauté de Saturo/Porto Perone, qui a reçu des modèles culturels de la Méditerranée orientale, comme le prouvent les nombreux fragments de céramique mycénienne trouvés. À partir du XIe siècle av. J.-C. et jusqu'à la fondation de Tarente, le village reconstruit présente les aspects typiques de la culture iapygienne de l'âge du fer.

### La fréquentation grecque (entre lesVIIIeetIIIesièclesav. J.-C.)

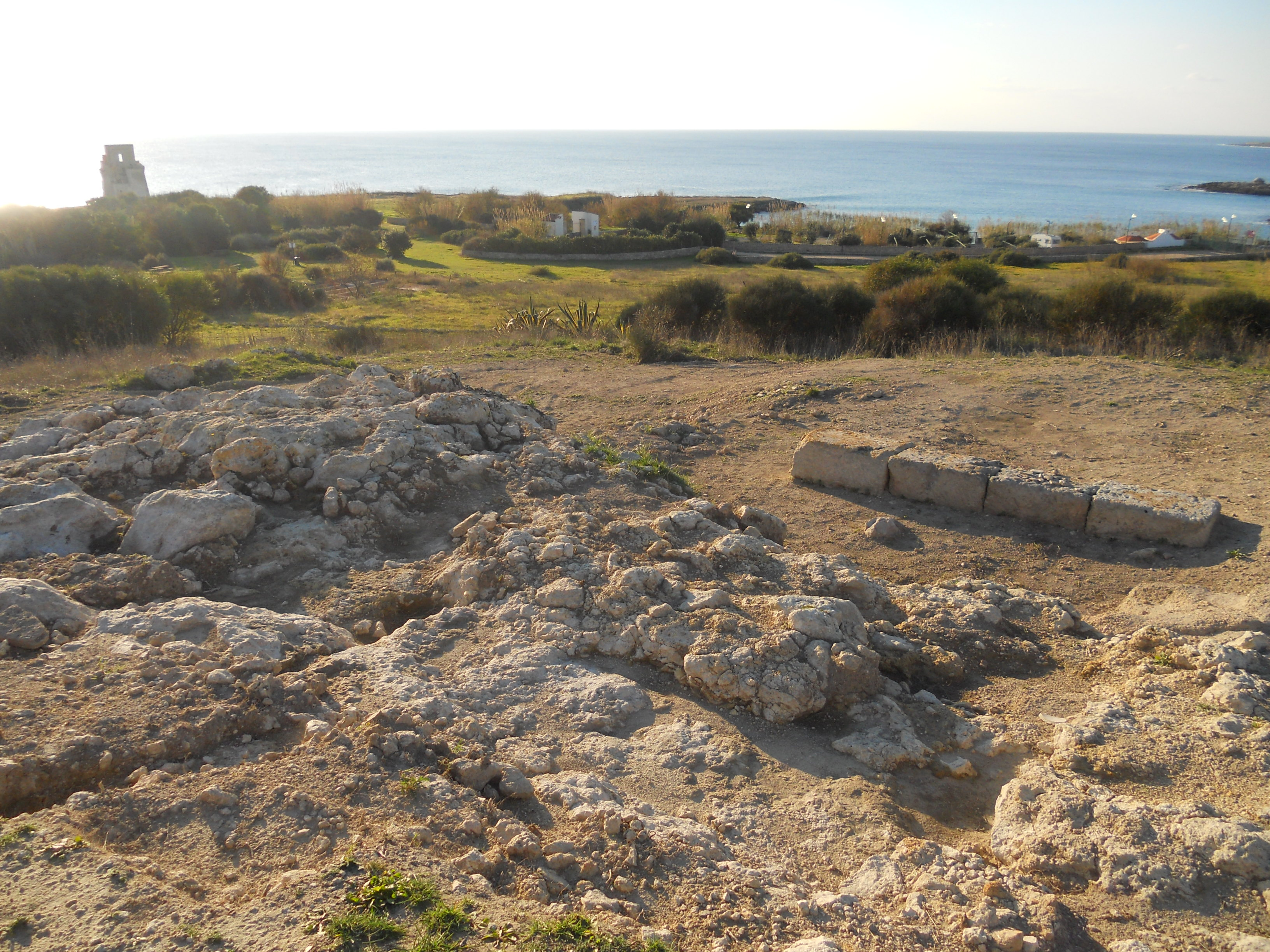
L'Acropole - Vestiges du sanctuaire grec.

Le toponyme Saturo est exactement le nom que les Grecs utilisaient pour désigner ce lieu. Ce nom est indiqué par des sources anciennes qui racontent la colonisation grecque et la fondation de Tarente.
Le géographe Strabon, qui écrivit un traité, La Geografia , au siècle d'Auguste, nous a transmis l'histoire d'un historien grec du Ve siècle av. J.-C., Antiochos de Syracuse : après les guerres de Messénie, les Illyriens ou les habitants de la Laconie qui sont nés illégitimement pendant la guerre, ils ont ourdi avec les esclaves un complot pour prendre le pouvoir à Sparte, mais ont été découverts. Ainsi le chef des conspirateurs, Phalantos, fut conseillé par L'Oracle de Delphes d'aller coloniser Satyrion et la région de Tarente, et de devenir le fléau des Iapyges.
Cette tradition reflète de très près la réalité issue des recherches archéologiques : le village de Satyrion a été détruit et toute la zone autour de Tarente a été occupée par des établissements ruraux. Le rôle prédominant de Saturo est révélé non seulement par la tradition historique, mais aussi par la présence de deux sanctuaires, l'un à l'extérieur du parc et l'autre sur l'acropole, appelés santuario della Sorgente, pour la pratique du culte de la Déesse Basilissa, c'est-à-dire de la Reine Déesse. Le Sanctuaire de la Source fut ensuite agrandi avec la construction d'un nouveau sanctuaire en maçonnerie de plan rectangulaire à l'intérieur duquel furent placés une statue en marbre de la divinité principale et plusieurs objets en argent qui constituèrent le trésor du sanctuaire.

### L'époque romaine: de l'ère républicaine (IIeetIersièclesav. J.-C.) à la fin de l'époque impériale (IIIeetVIesiècles)

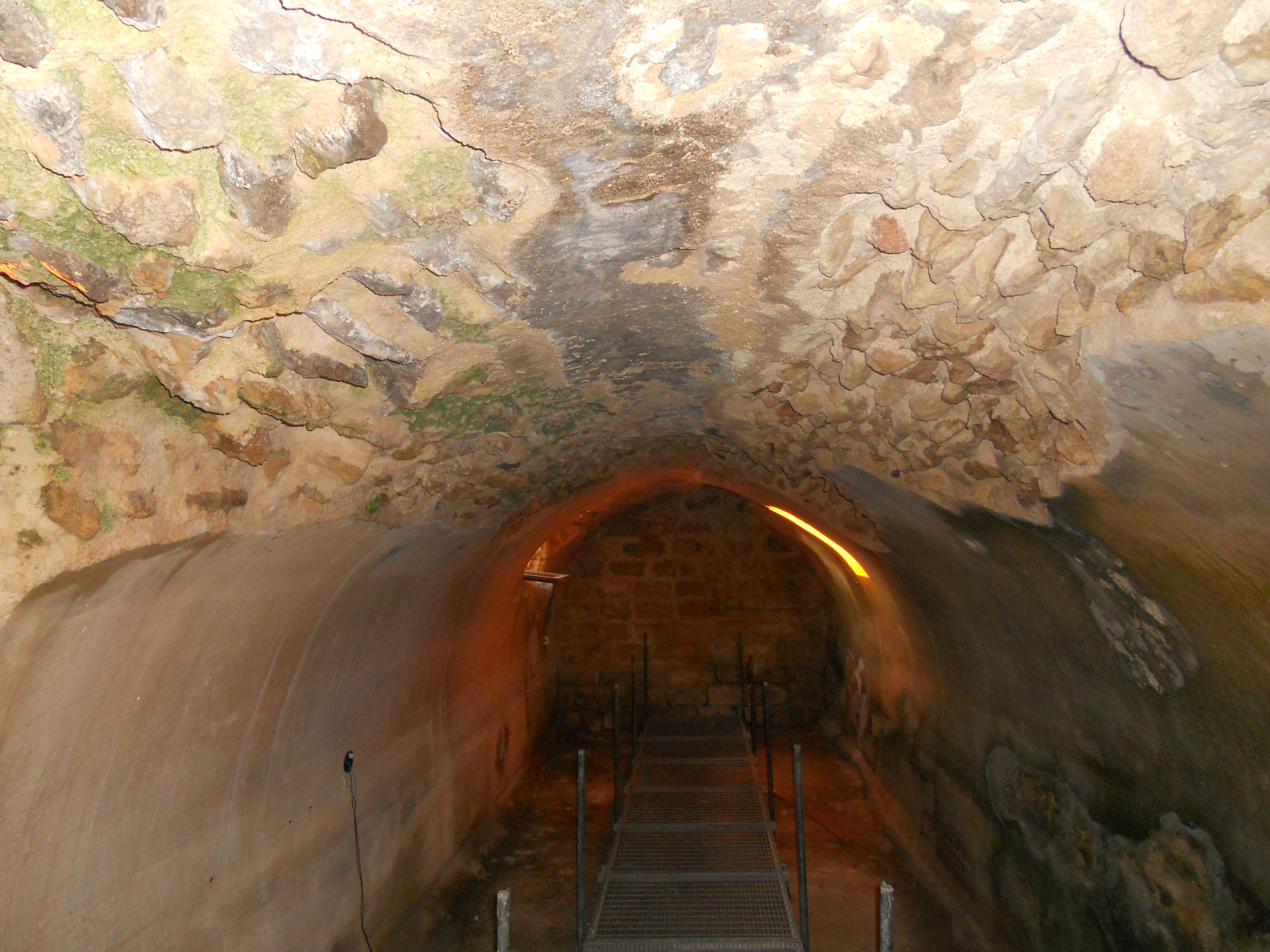
Citerne romaine - Intérieur du deuxième segment.

La situation change radicalement avec la conquête romaine de la région de Tarente. Tout au long de la route côtière, à chaque promontoire correspondait une villa romaine, qui combinait les fonctions d'un lieu de séjour agréable et de production agricole.
Les villas de Gandoli et Saturo ont été identifiées, mais il faut également mentionner celles de Luogovivo  et Lido Silvana  dans le territoire de Pulsano. La longue citerne creusée dans le côté sud de l'acropole, qui est conservée sur toute l'élévation et qui a été identifiée lors des travaux de construction du parc, est également pertinente pour la phase romaine.
Un lac souterrain situé entre Leporano et Saturo, appelé Pozzo di Lama Traversa, représentait, avec d'autres sources, la réserve aquifère de la zone. Un aqueduc de 12 km, datant du Ier siècle av. J.-C., appelé Aquae Nimphalis, utilisait l'eau de Lama Traversa pour approvisionner toute la ville de Tarente et ses territoires suburbains, grâce à la dérivation d'une série de canaux traversant les vallées de la côte de Tarente (dont celui de Saturo).

### Du Moyen Âge à l'époque moderne (VIIe–XVIesiècles)
La transition de l'époque romaine au Moyen Âge peut être située vers le VIe siècle av. J.-C. ; à cette époque, en effet, eut lieu la guerre entre les Goths et les Byzantins pour la possession de l'Italie, qui se termina en faveur de l'armée romaine de Justinien Ier en 553. Entre les VIIe et VIIIe siècles, la colonie semble être située plus loin à l'intérieur des terres, probablement pour se défendre des raids arabes. Au XIIe siècle, l'arabe Al Idrissi mentionne Saturo comme lieu d'ancrage des navires.

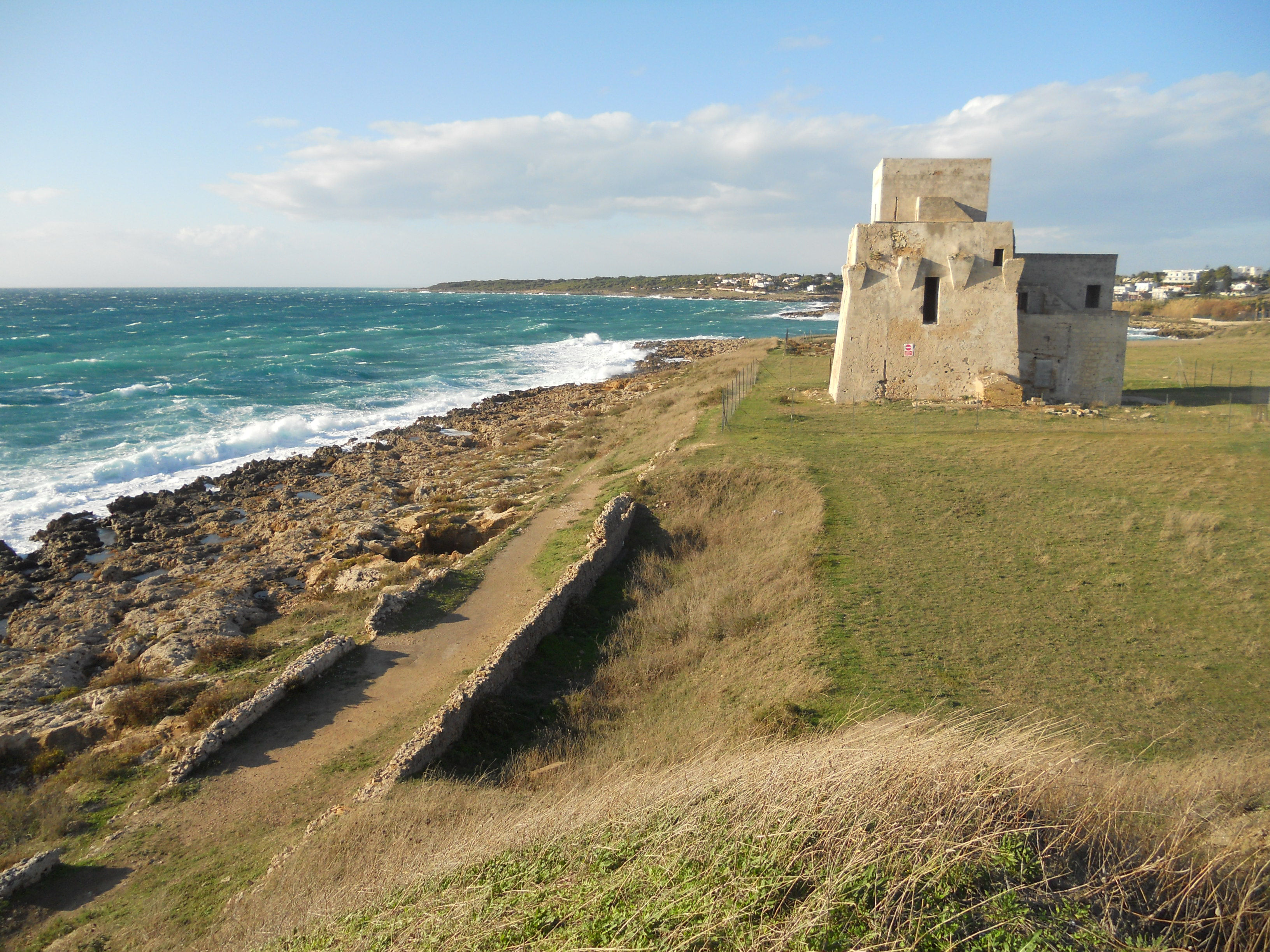
La tour de Saturo (XVIe siècle).

La nécessité de protéger les côtes contre les attaques de la piraterie des sarrasins puis ottomans est apparue très tôt en Italie ; la tour de Saturo, qui semble exister déjà en 1569, est liée à la construction systématique de tours côtières commandées à partir de 1563 par le vice-roi espagnol de Naples Pedro Afán de Ribera, duc d'Alcalà. La tour est située à 9 m au dessus du niveau de la mer, juste à côté des anciennes carrières et de l'ancien portique de la villa romaine, elle a une base carrée et, initialement développée sur deux niveaux, elle s'est agrandie en hauteur avec la construction d'un autre corps qui remonte au début des années 1900. Aujourd'hui, le majestueux bâtiment présente une instabilité statique et a été déclaré dangereux.

## Parc archéologique du promontoire de Saturo

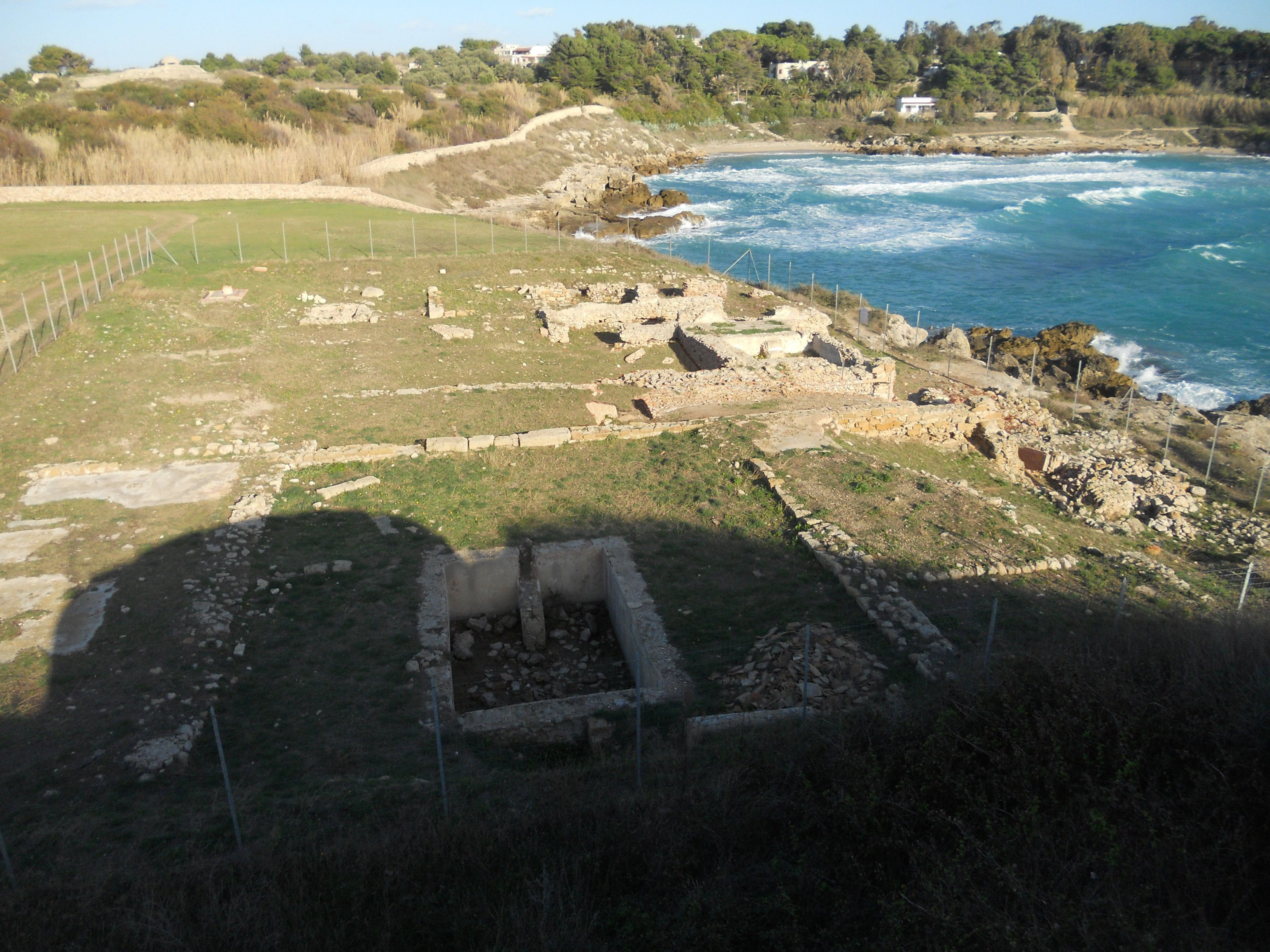
Villa romaine

La création d'un parc archéologique souligne la très importante valeur historique et archéologique du site de Saturo, en fait étendue à l'ensemble de la localité formée par une grande vallée fluviale riche en témoignages archéologiques allant du Néolithique au Haut Moyen Âge, tous non protégés et relevant de la propriété privée.
La très longue phase de vie de ce promontoire côtier et de la vallée située derrière dépend de sa conformation géologique particulière et de sa position géographique, la première le plaçant parmi ces localités côtières à double débarcadère, la seconde dépend de la proximité immédiate du grand port de Tarente.
En particulier, à l'intérieur du parc, il est possible d'admirer et de visiter une partie du grand village indigène de l'âge du bronze et de l'âge du fer, caractérisé par un petit agger de consolidation, les restes d'un sanctuaire à plusieurs places dédié à Athéna, deux grandes parties liées à une villa romaine de l'époque impériale (IIe et IVe siècles) qui occupait une grande partie du promontoire côtier. La grande structure romaine reposait, au sud, vers la côte, sur un cryptoportique servant de promenade panoramique et qui reliait l'habitation privée aux thermes romains équipés d'un grand bassin. C'est à cette époque que remonte la construction d'un probable embarcadère ou jetée, qui selon d'autres peut être interprétée comme une barrière brise-lames (visitable).

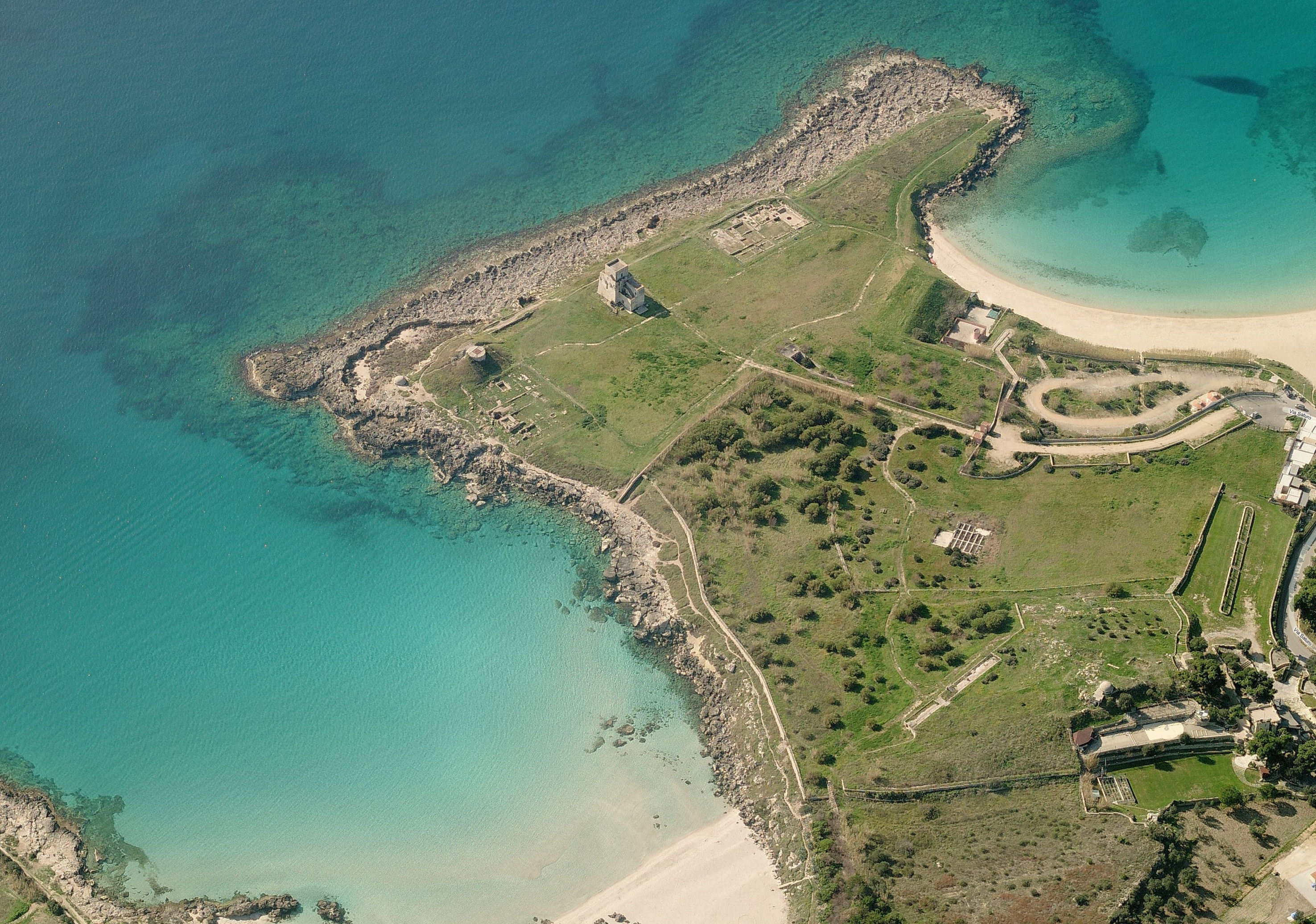
Vue aérienne du parc archéologique de Saturo

De plus, à l'intérieur du parc, une tour de guet côtière du XVe siècle est visible, encore intacte, mais en attente de restauration.
Le terrain du parc, promontoire d'un intérêt naturaliste et paysager remarquable, appartient à la municipalité. Depuis 2006, la coopérative PoliSviluppo, composée d'archéologues, réalise des visites guidées, des projets pédagogiques, des laboratoires d'archéologie expérimentale, de la promotion et s'occupe de l'entretien courant, de l'ouverture du parc et de la mise en œuvre de projets scientifiques.

## Dans le parc archéologique sont encore visibles

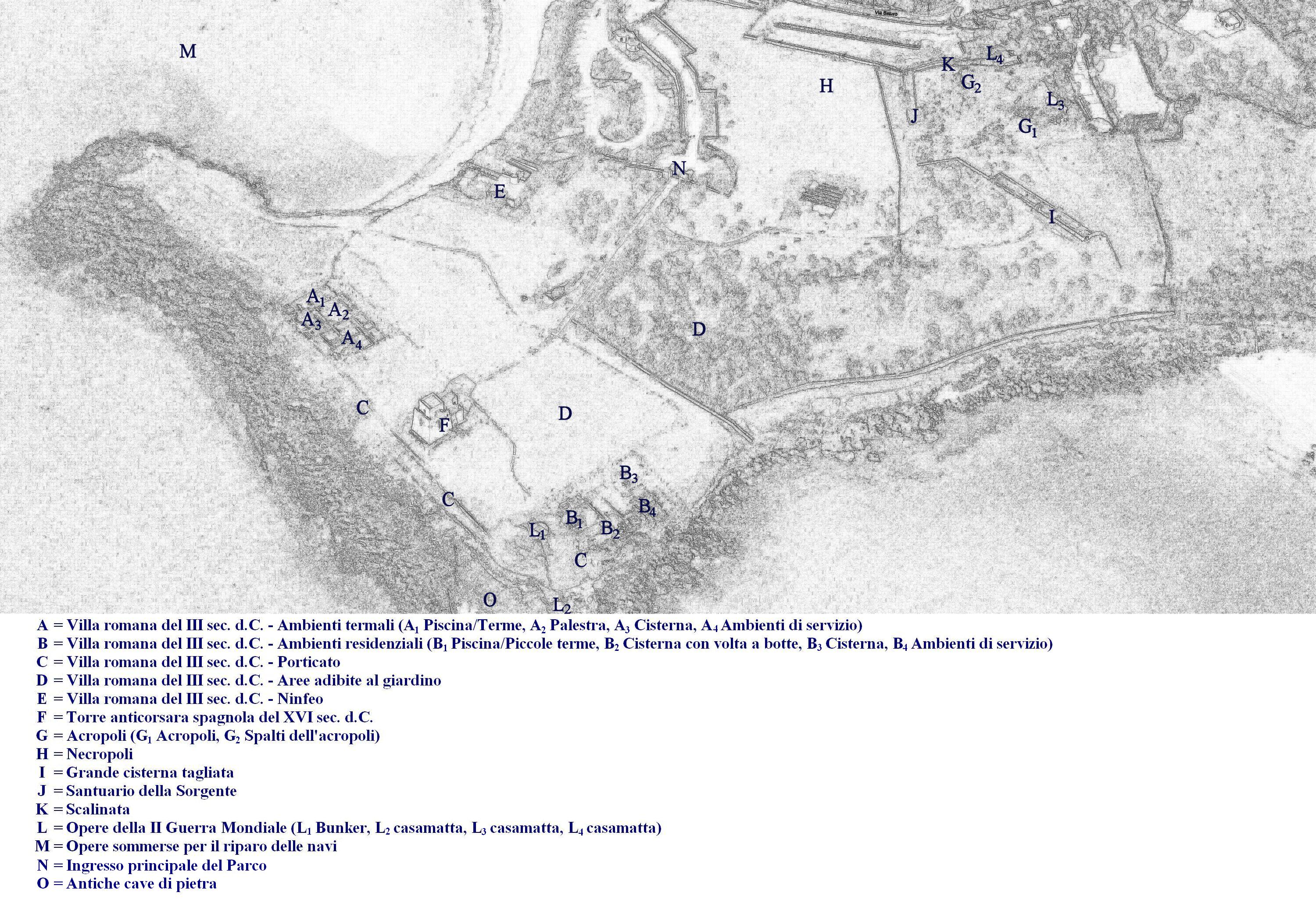

- les vestiges de la villa romaine (sur le plan : A 1-4 et B 1-4) et de son portique (C) ;
- la tour anti-corsaires (F) ;
- l'acropole avec ses terrasses (G 1-2) ;
- la nécropole (H) ;
- la grande citerne taillée (I) ;
- le Sanctuaire de la Source (J) ;
- l'escalier qui descend de l'acropole au sanctuaire (K) ;
- les différents bâtiments construits pendant la Seconde Guerre mondiale (L 1-4) ;
- les ouvrages de maçonnerie aujourd'hui submergés qui servaient de brise-lames et de jetées pour le débarquement des navires (M).
- les zones où se trouvait le nymphée (E), détruit par la construction du dépôt militaire, aujourd'hui siège du point de ravitaillement du Parc archéologique ;
- les zones où se trouvaient les jardins de la villa (D), aujourd'hui occupés par le maquis méditerranéen (y compris les plants de romarin et de mauve, les mimosas, les genêts, les roseaux, etc.) et par divers bancs pour les visiteurs du parc ;
- l'entrée principale du Parc (N).

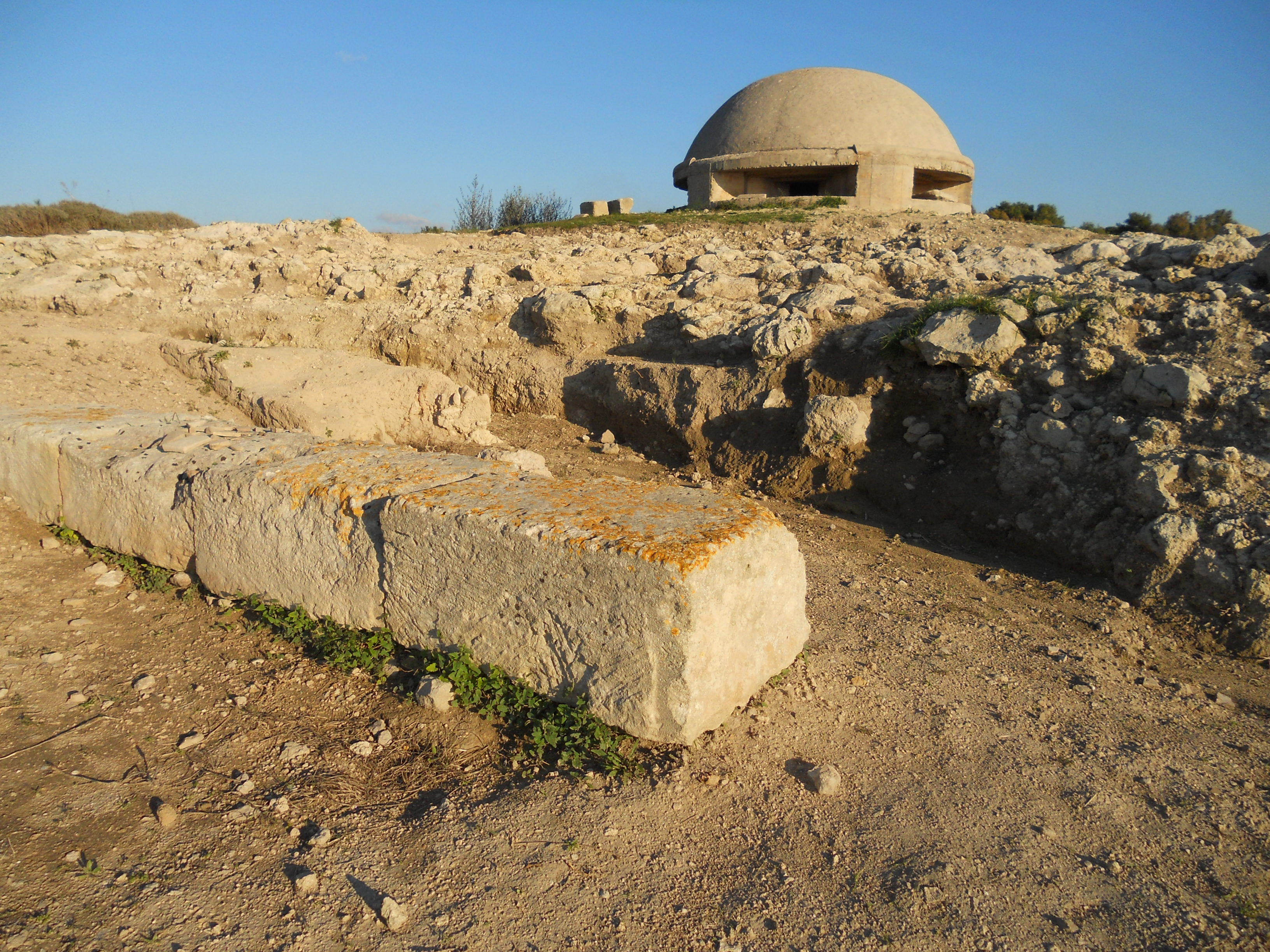
Casemate

Le portique de l'ancienne villa romaine est interrompu sur son passage par la construction d'un bunker. Un ascenseur manuel est encore visible dans celui-ci, constitué d'un étage d'ascenseur desservi par des contrepoids en béton, qui permettait de faire surgir de son sommet un grand phare, pour éclairer la mer (en faveur des batteries côtières) et le ciel (en faveur des batteries côtières ou des batteries anti-aériennes). Au pied du bunker se trouve encore une casemate, comme on peut en trouver au sommet de l'ancienne acropole.

### La villa romaine

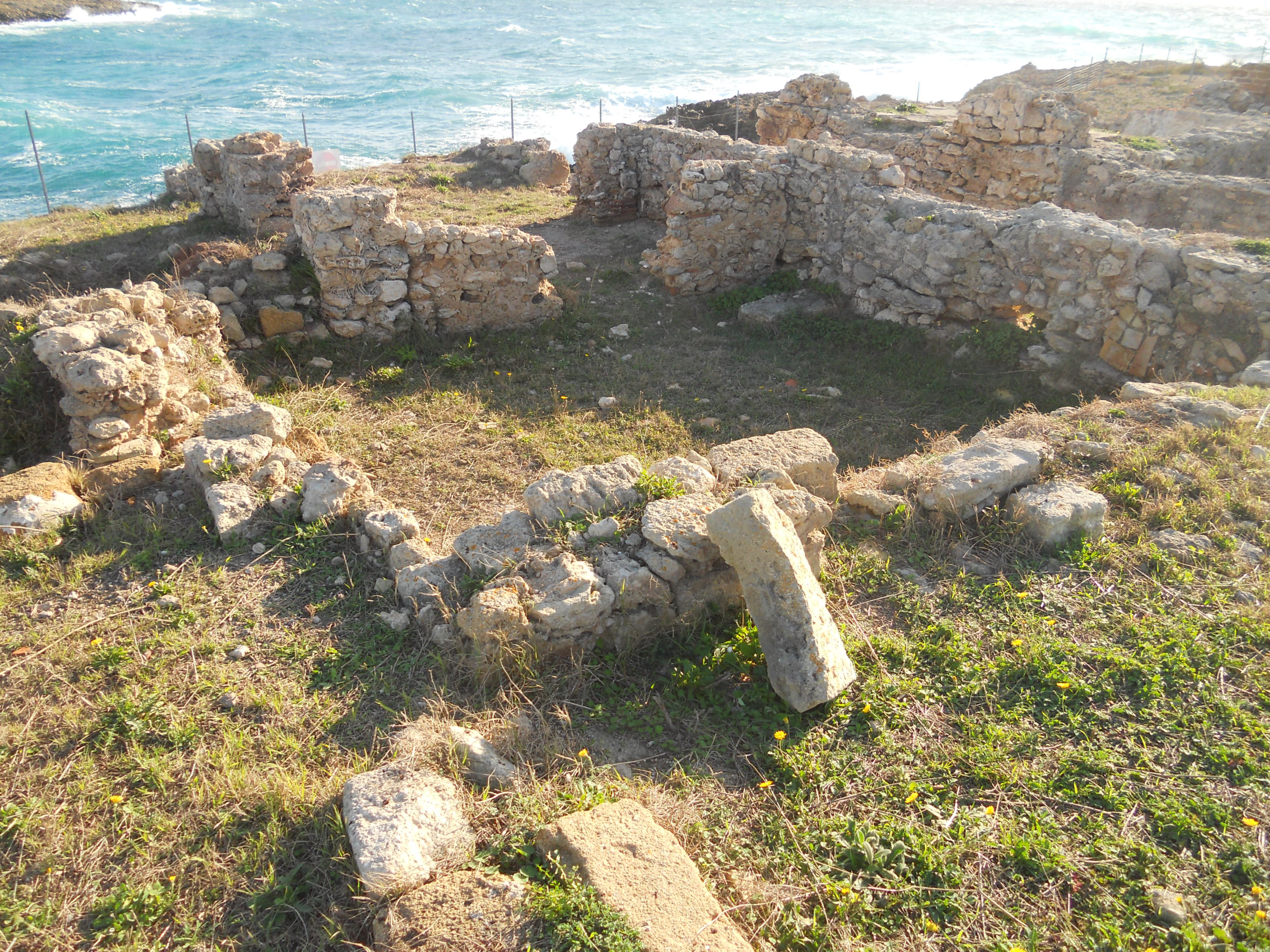
Vestiges de la villa romaine

La villa de Saturo remonte, dans sa première construction, à la première ère impériale (Ier siècle av. J.-C.), comme le démontre la présence de fragments de céramique sigillée, (poterie fine de vaisselle de table), de des poteries à usage domestique, des fragments de lampes et de marbres polychromes, ainsi qu'une pièce de monnaie en bronze (conservée au Musée archéologique national de Tarente) de l'époque de Septime Sévère retrouvée sous un sol en damier rouge et blanc.
La villa de Saturo s'étendait d'un petit port à l'autre ; les deux noyaux visibles sur les côtés de la tour côtière appartiennent à la même unité d'habitation et étaient reliés par un portique surplombant la mer en opus incertum.

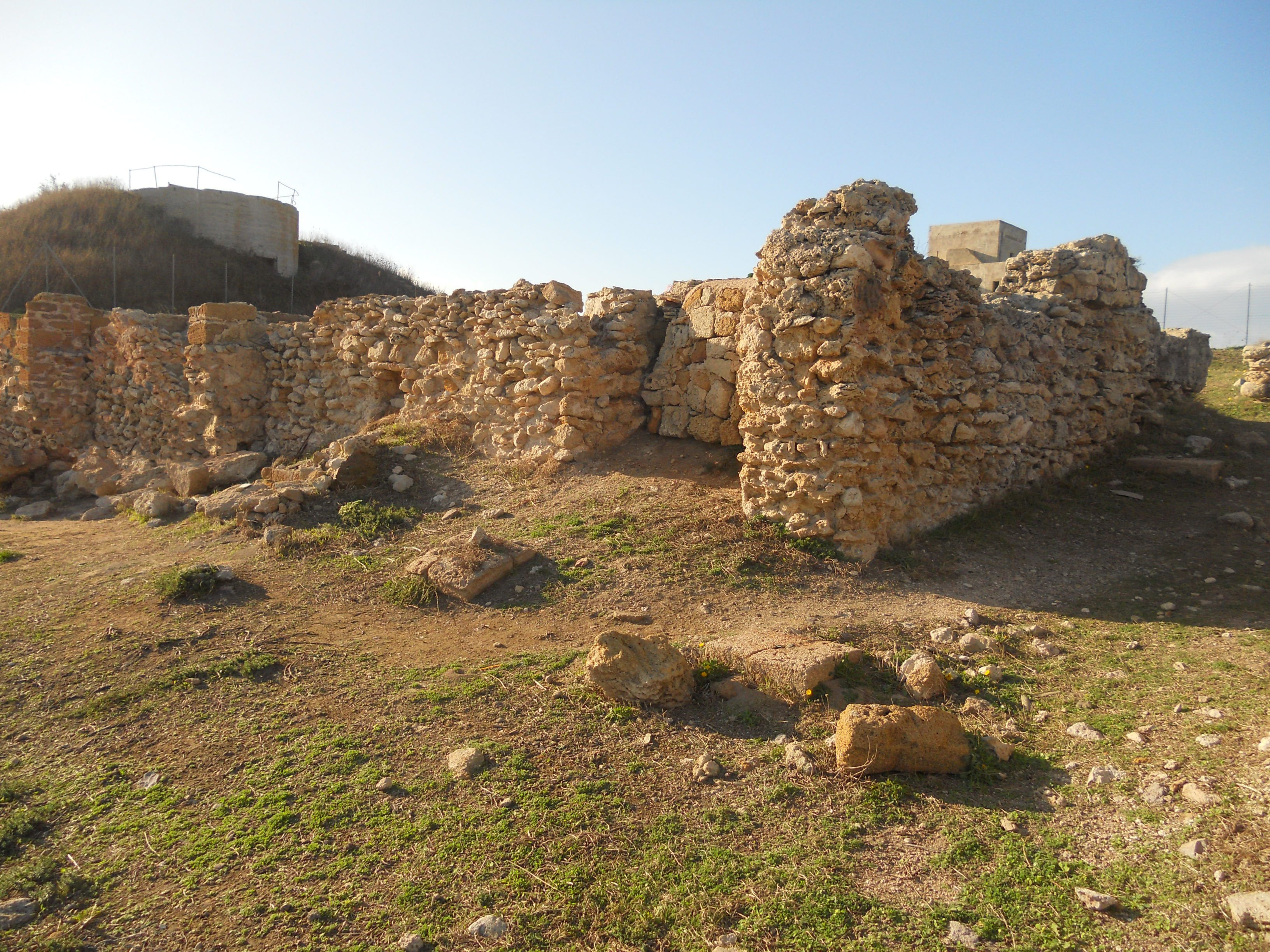
Vestiges du pars urbana de la villa romaine

Les structures murales actuellement visibles de la villa remontent à la fin de l'époque impériale, entre les IIIe et IVe siècles, et sont restées en usage jusqu'à la fin du VIe siècle.
Son plan final présente des caractéristiques similaires à celles de la Villa de Sirmione (Grottes de Catulle) , de la Villa des Mystères de Pompéi et de la Villa des Papyrus près d'Herculanum : en effet, elles ont en commun la position axiale, la piscine thermale et le long portique.
Le bâtiment est divisé en deux parties : la première partie constitue les zones résidentielles, appelées pars urbana ; la deuxième partie constitue les ambiances thermales, appelées grandi terme. 

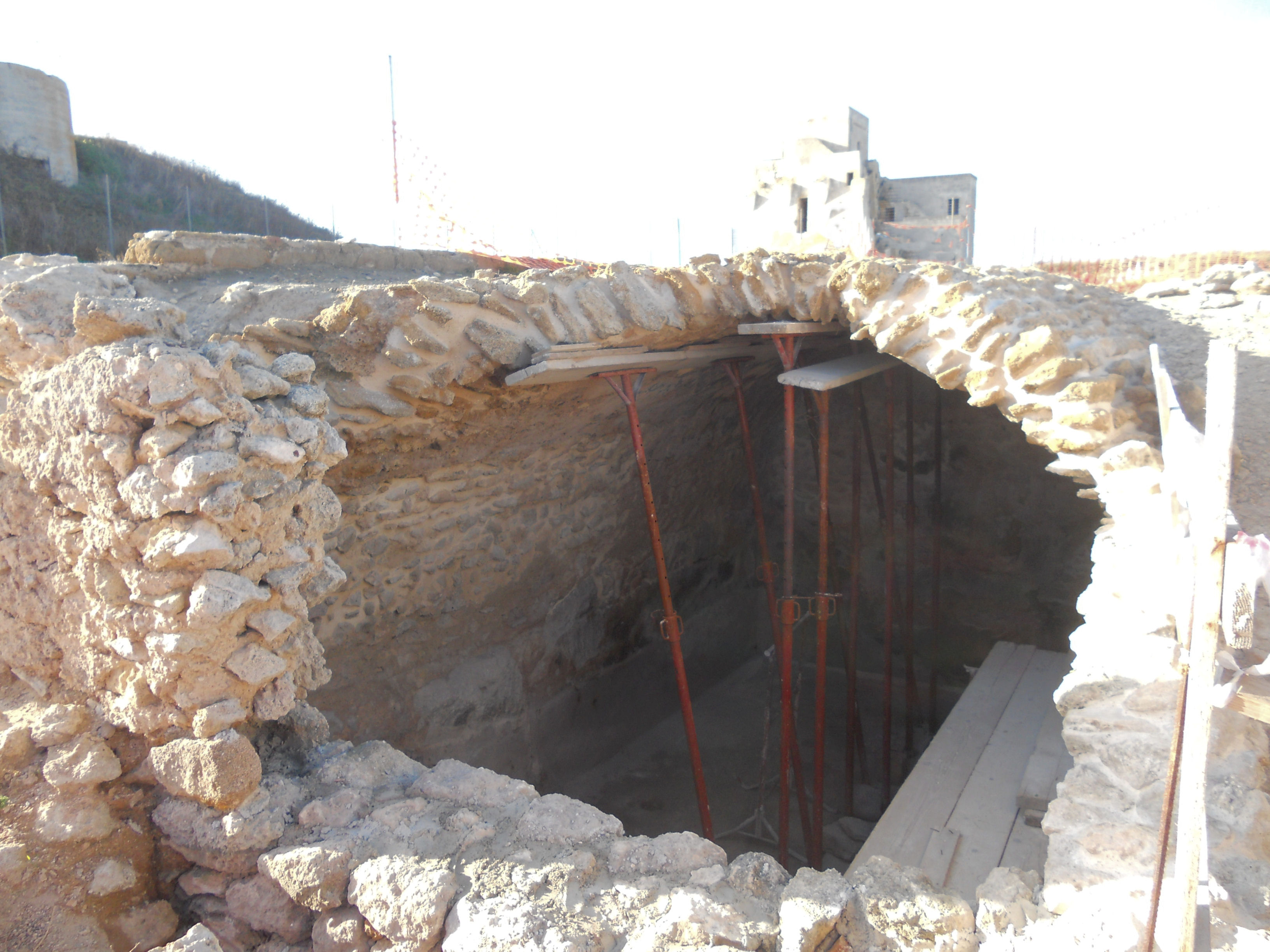
Vestiges de la citerne

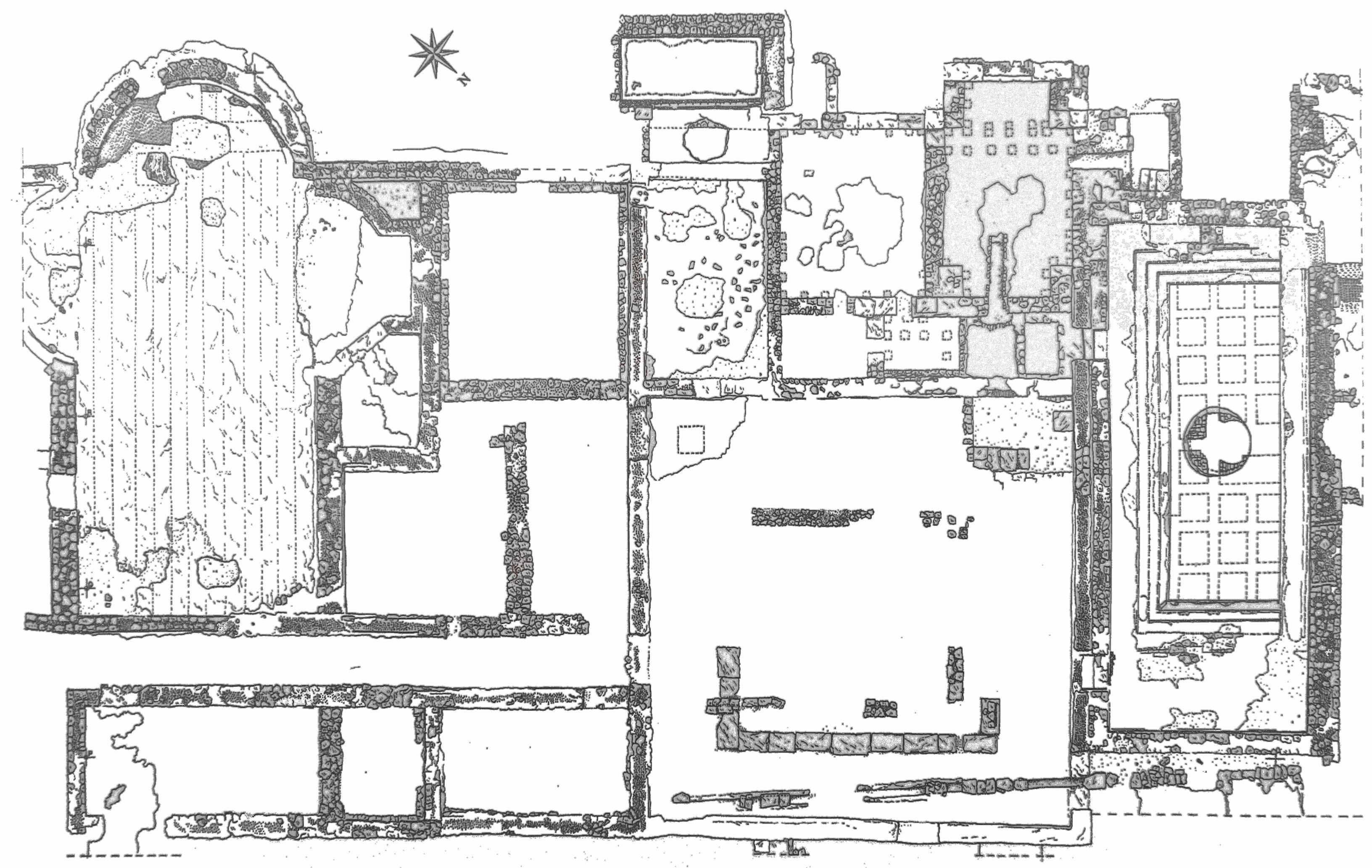
Plan des grands thermes

Dans la première partie, à usage privé, disposée autour d'un espace ouvert, se trouvent diverses pièces, dont un petit bâtiment thermal, un atrium tétrastyle d'ordre dorique au centre duquel un probable impluvium pour la collecte des eaux, des locaux de service (cuisine, petit spa à usage domestique et quelques pièces utilisées par les domestiques), un petit bâtiment thermal et une grande et spacieuse citerne avec une voûte en berceau.
Dans la deuxième partie, à usage public, se trouve un grand complexe thermal qui comprend, entre autres pièces, une grande piscine équipée d'un système de chauffage de l'eau, une baignoire pour l'eau chaude (tepidarium), des vestiaires (apodyterium), un gymnase et des salles de service, tandis que, plus à l'est (près de la tour), une salle à trois absides interprétée comme une salle de banquet (dietae).
La villa romaine était généralement complétée par un jardin et une ferme dont les espèces végétales, combinées à celles indigènes du maquis méditerranéen, étaient utilisées pour le boisement de la zone. En outre, il existe des preuves d'un nymphée, une grande fontaine, située sur la plage de Saturo, dont les restes ont été perdus à cause de l'usure et, par la suite, de la construction excessive pour la construction du dépôt militaire datant de la Seconde Guerre mondiale .

## Galerie

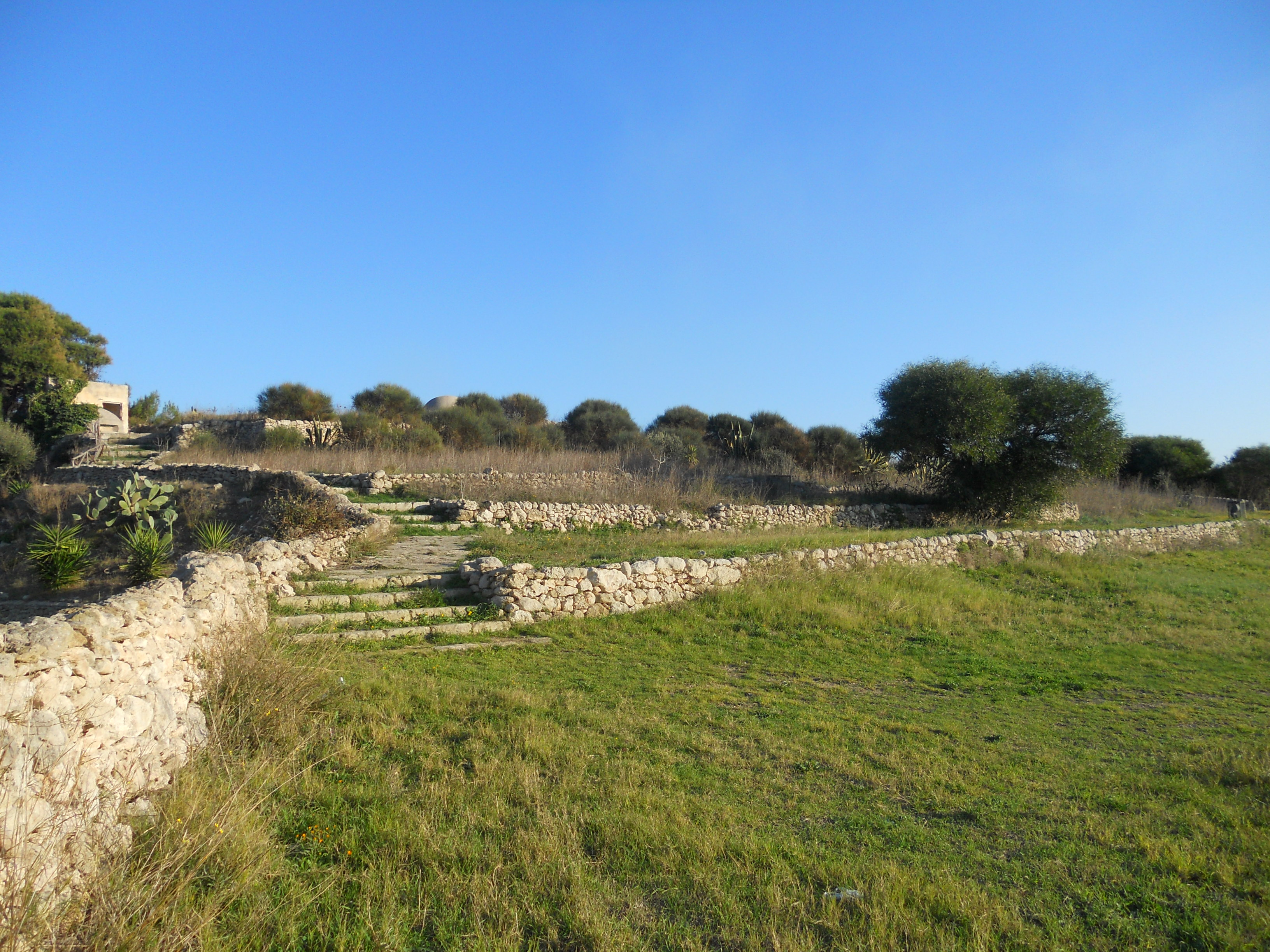
Acropole.
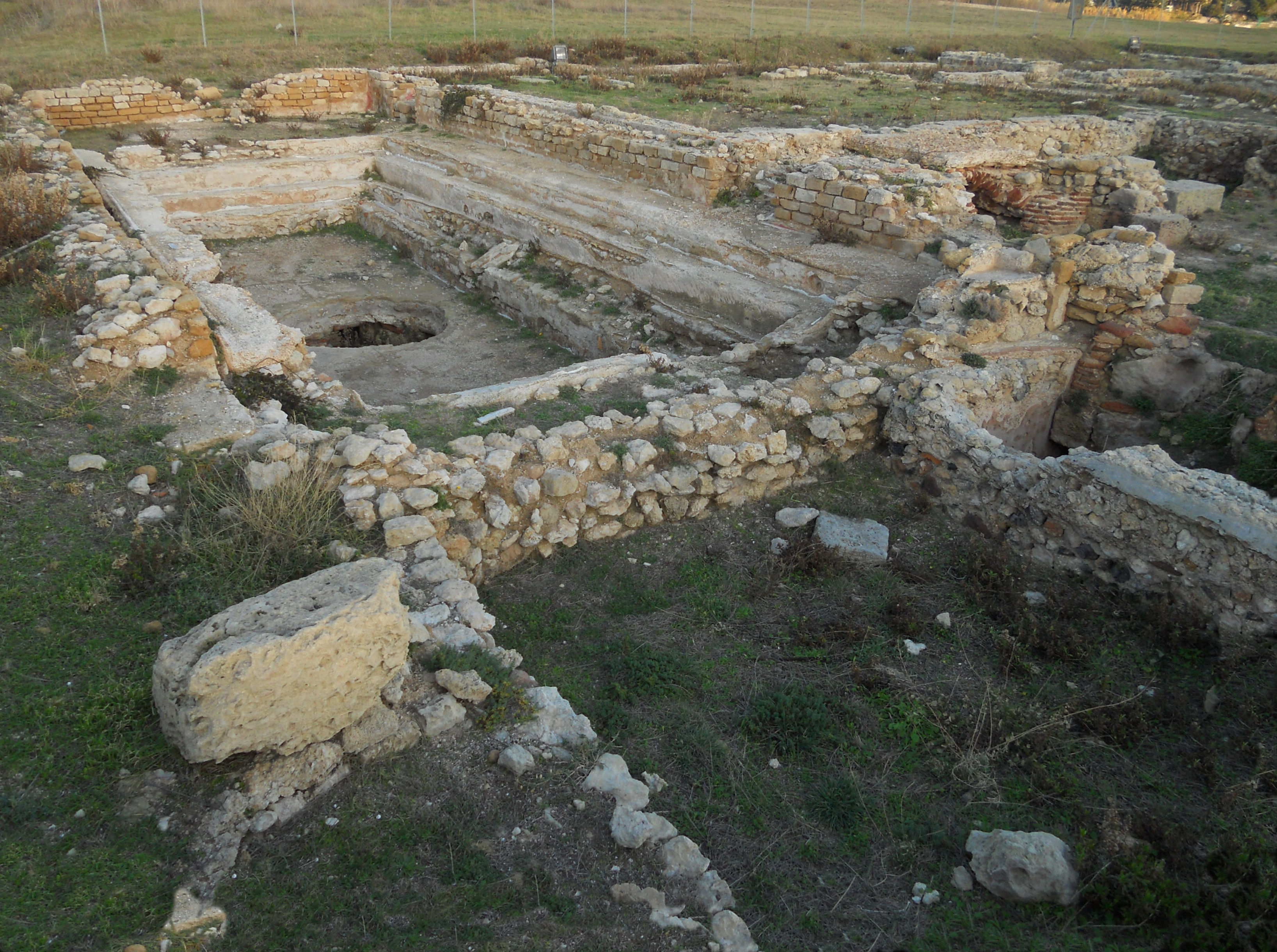
Grandi terme.
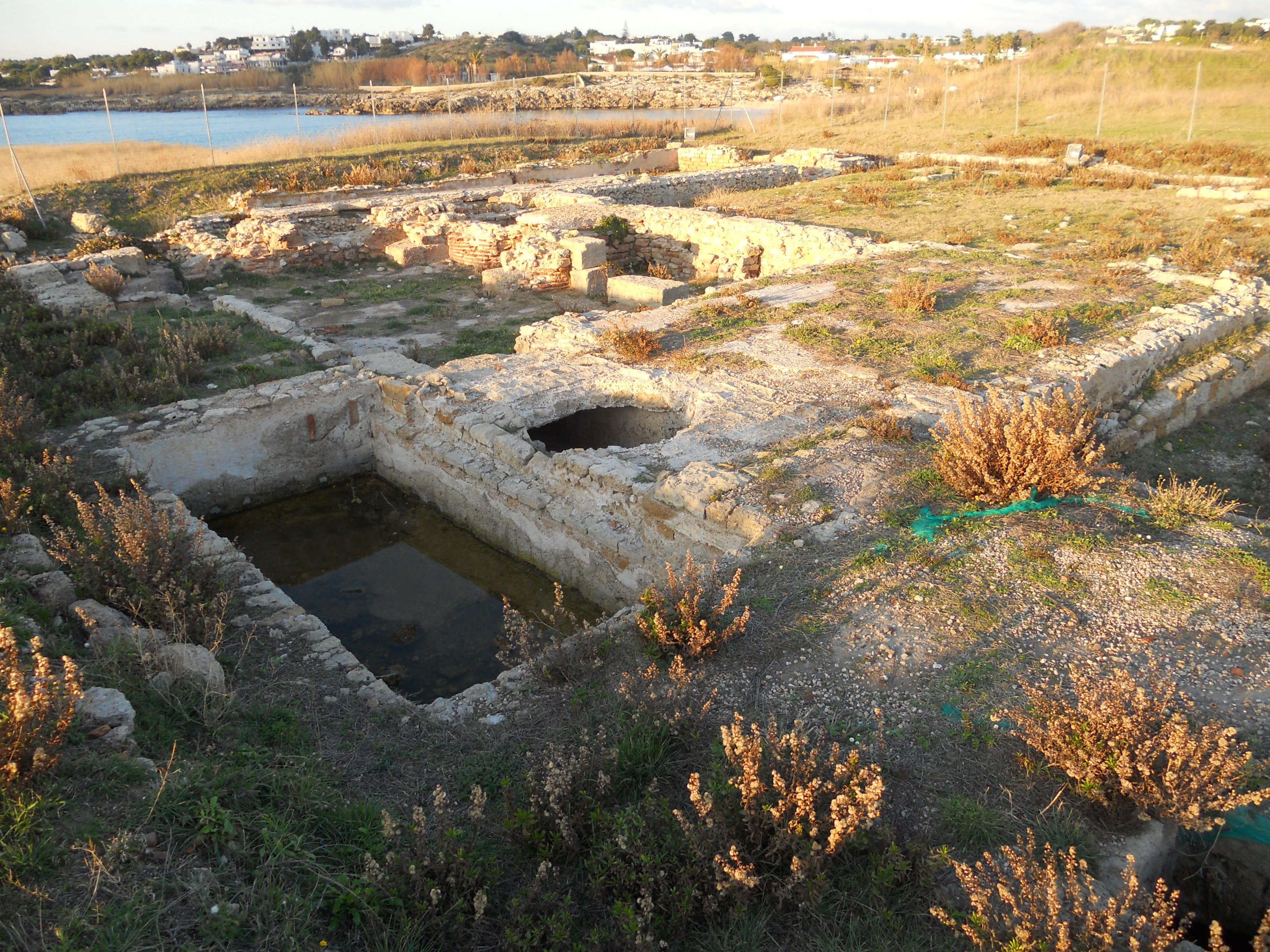
Tepidarium.
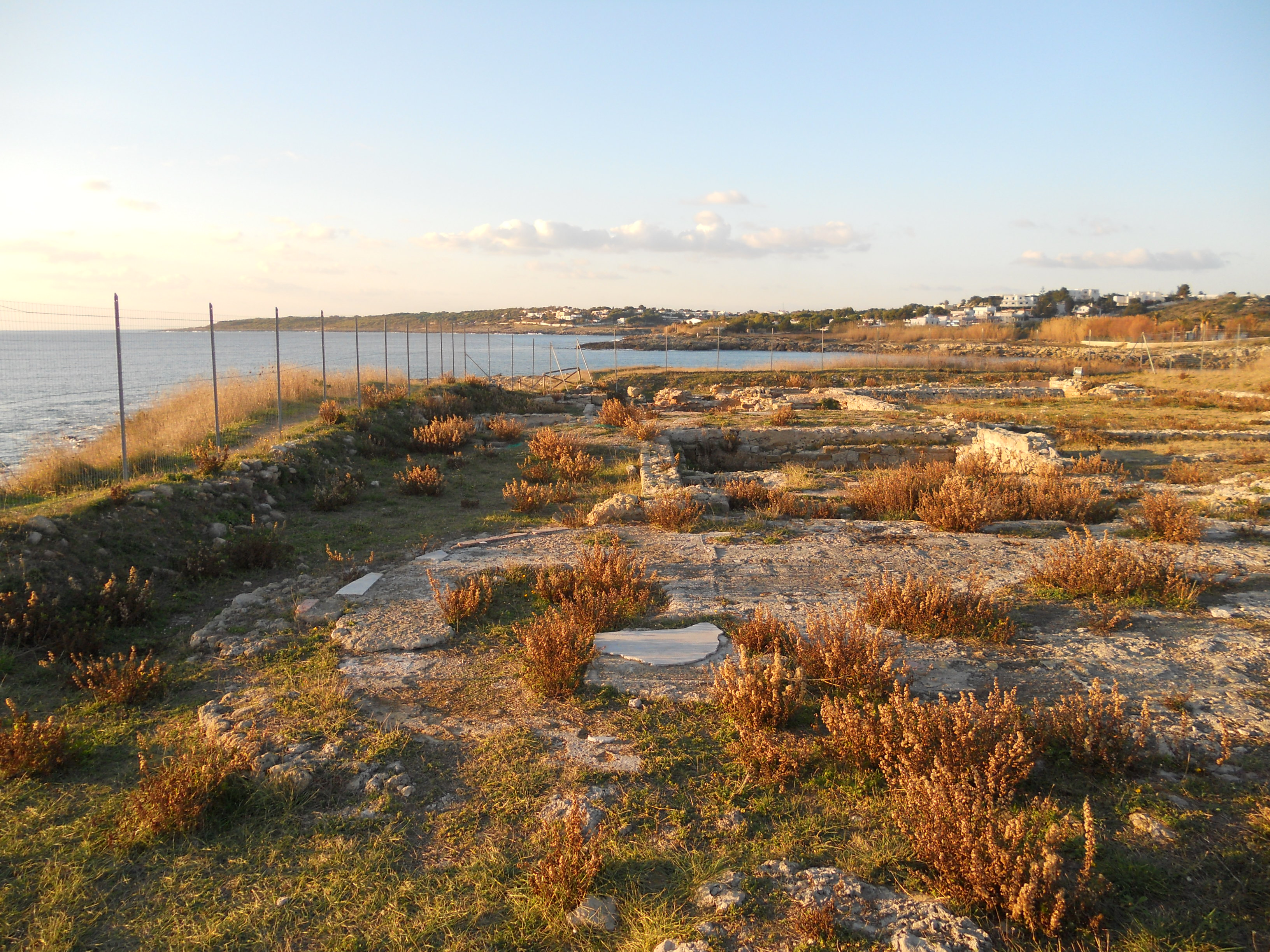
Dietae.